# 豊嶋邑作
豊嶋 邑作（とよしま ゆうさく、1991年7月6日 - ）は、茨城県つくばみらい市出身のサッカー選手。ポジションはミッドフィルダー（サイドハーフ）。

## 来歴
4歳から7歳までコスタリカで過ごし、デポルティーボ・メトロポリターナに入団。帰国後は地元のサッカー少年団を経て柏レイソルジュニアユースに合格。入団初年度のレガフトロで得点王、MVPを獲得した。またその年には、ナショナルトレセンにも選出されている。U-14日本代表時には、原口元気・高木俊幸・田口泰士・風間宏希・扇原貴宏・大﨑淳矢・阿部巧ら、現在Jリーグや海外でプレーしている選手と共に韓国親善試合に出場した。中学最後の年では、メニコンカップに出場。茨田陽生・原口元気・宇佐美貴史・高木俊幸らと共にプレーをした。ユースに上がると、高校2年時にレギュラーに入り一つ上の世代の酒井宏樹・工藤壮人・指宿洋史などと共にプレーをした。
2011年10月よりベルギー2部のCSヴィゼに半年間所属したが、最終的に条件面やタイミングの問題で再契約寸前で破綻。
2012年7月、モルドバ1部のFCオリンピアと契約。
2013年8月、ラトビア1部のFCユルマラへ移籍。
2014年、モンテネグロ1部のFKロヴチェンへ移籍。
2015年9月、グルージャ盛岡に加入した。2017年より栃木ウーヴァFCへ完全移籍により加入した。2018年1月、クラブとプロ契約を締結した。
2018年、栃木ウーヴァFCを退団。
2019年、ローヴァーズ木更津FCに入団。
2021年1月26日、房総ローヴァーズ木更津FCを退団すると発表された。

## 所属クラブ
- 1995年 - 1998年  デポルティーボ・メトロポリターナ(コスタリカ)
- 2001年 - 2003年  柏レイソルU-12 (つくばみらい市立谷原小学校)
- 2004年 - 2006年  柏レイソルU-15 (つくばみらい市立谷和原中学校)
- 2007年 - 2009年  柏レイソルU-18 (千葉県立東葛飾高等学校)
- 2011年 - 2012年  CSヴィゼ[1]
- 2012年 - 2013年  FCオリンピア[1]
- 2013年  FCユルマラ（英語版）[1]
- 2014年 - 2015年  FKロヴチェン[1]
  - 2014年7月 - 2015年  FKベラネ (期限付き移籍)[1]
- 2015年9月 - 2016年  グルージャ盛岡[1]
- 2017年 - 2018年  栃木ウーヴァFC（現栃木シティFC）
- 2019年 - 2020年  ローヴァーズ木更津FC[7]

## 個人成績
| 国内大会個人成績 | 国内大会個人成績 | 国内大会個人成績 | 国内大会個人成績 | 国内大会個人成績             | 国内大会個人成績 | 国内大会個人成績 | 国内大会個人成績 | 国内大会個人成績 | 国内大会個人成績 | 国内大会個人成績 | 国内大会個人成績 |
| 年度             | クラブ           | 背番号           | リーグ           | リーグ戦                     | リーグ戦         | リーグ杯         | リーグ杯         | オープン杯       | オープン杯       | 期間通算         | 期間通算         |
| 年度             | クラブ           | 背番号           | リーグ           | 出場                         | 得点             | 出場             | 得点             | 出場             | 得点             | 出場             | 得点             |
| 日本             | 日本             | 日本             | 日本             | リーグ戦                     | リーグ戦         | リーグ杯         | リーグ杯         | 天皇杯           | 天皇杯           | 期間通算         | 期間通算         |
| ---------------- | ---------------- | ---------------- | ---------------- | ---------------------------- | ---------------- | ---------------- | ---------------- | ---------------- | ---------------- | ---------------- | ---------------- |
| 2015             | 盛岡             | 33               | J3               | 1                            | 0                | -                | -                | 0                | 0                | 1                | 0                |
| 2016             | 盛岡             | 27               | J3               | 0                            | 0                | -                | -                | 0                | 0                | 0                | 0                |
| 2017             | 栃木U            | 24               | JFL              | 1                            | 0                | -                | -                | 0                | 0                | 1                | 0                |
| 2018             | 栃木U            | 24               | 関東1部          | 0                            | 0                | -                | -                | -                | -                | 0                | 0                |
| 通算             | 日本             | 日本             | J3               | 1                            | 0                | -                | -                | 0                | 0                | 1                | 0                |
| 通算             | 日本             | 日本             | JFL              | 1                            | 0                | -                | -                | 0                | 0                | 1                | 0                |
| 通算             | 日本             | 日本             | 関東1部          | 0                            | 0                | -                | -                | -                | -                | 0                | 0                |
| 総通算           | 総通算           | 総通算           | 総通算           | \|\|\|\|\|\|\|\|\|\|\|\|\|\| |                  |                  |                  |                  |                  |                  |                  |

- 2015年9月27日：Jリーグ初出場 - J3リーグ第31節 AC長野パルセイロ戦 (南長野運動公園総合球技場)

## 代表歴
- 2005年 - U-14日本代表[1]
- 2006年 - U-15日本代表[1]